# Monte Mounier
Il Monte Mounier (in francese Mont Mounier) è un'imponente montagna delle Alpi Marittime, sita interamente in territorio francese, ed alta 2817 m s.l.m.

## Caratteristiche

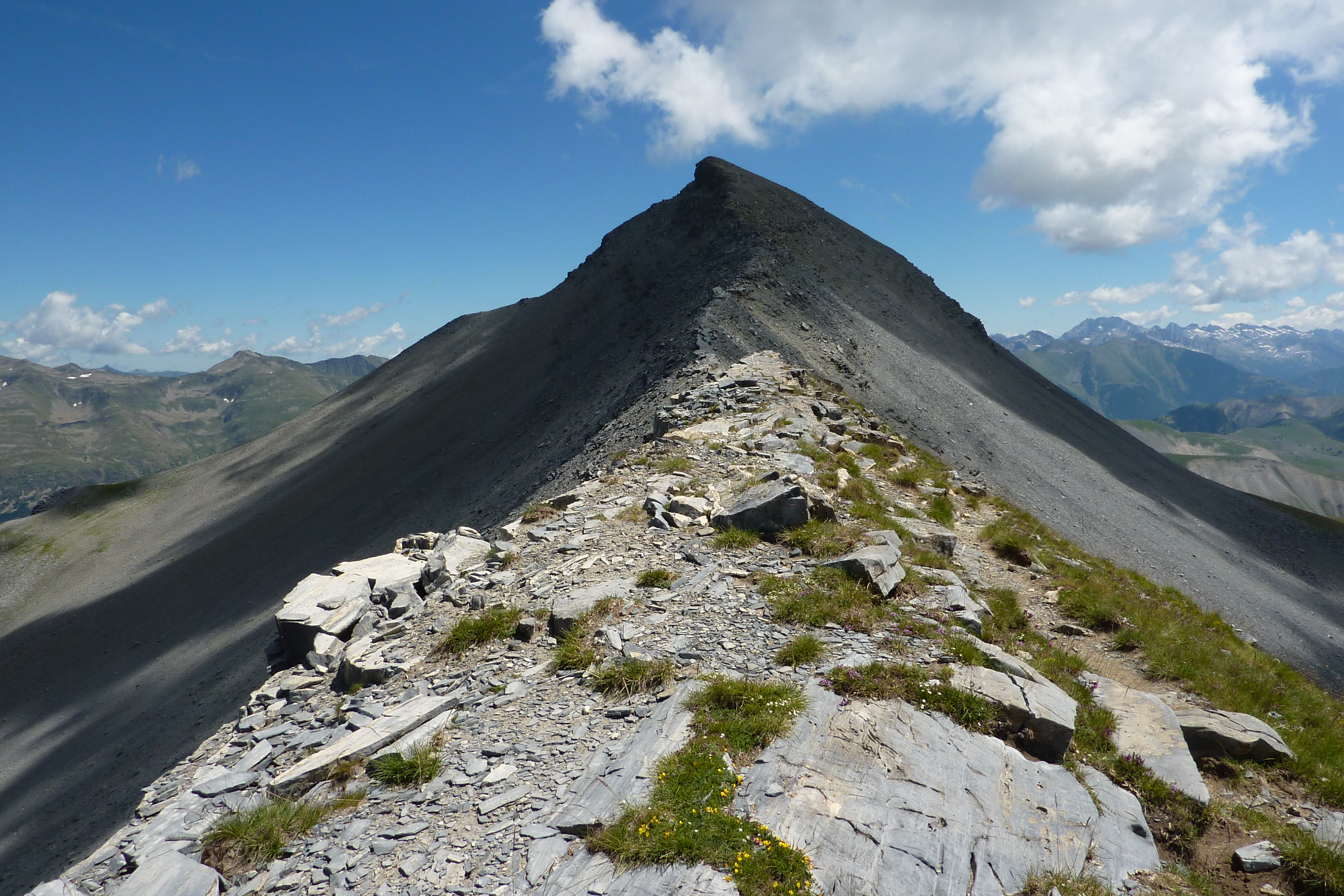
Il sentiero di cresta

A differenza del Monte Tenibres e della Cima Corborant, si trova sul fianco destro idrografico della Tinea, in posizione dominante e isolata, è pertanto ben individuabile da buona parte del dipartimento francese delle Alpi marittime.
Il nome fa chiaramente riferimento al colore scuro delle rocce (dal latino Mons Niger). Geologicamente è costituito da marne.
Sulla cresta sommitale sussistono le rovine di un rifugio del Club Alpino Francese attivo dal 1927 al 1940, costruito inizialmente come osservatorio nel 1897.

## Accesso alla vetta
La via di salita avviene per cresta a partire dal Col de la Crousette e non presenta difficoltà di arrampicata. A differenza del gneiss della catena principale delle Marittime, le marne non si prestano all'arrampicata a causa della scarsa solidità.
Il panorama dalla vetta è molto bello e interessante, aperto verso il litorale della Costa Azzurra e molto ricco sulla catena principale delle Alpi Marittime.